# Стожер (ревија)
„Стожер“ је ревија у издању Друштво македонских писаца.
Први број је изашао 1996. године у Скопљу под називом „Стожер“: часопис Друштво македонских писаца, као месечник за књижевност, културу и уметност.
Од 1999. године поднаслов часописа је „месечник за књижевност, културу и уметност“, а од 2001. „часопис за књижевност, културу и уметност“.
Ревија излази четири пута годишње. Од 2022. године сви чланци, песме, приповетке и друге публикације у часопису се каталогизују под УДК бројем. Ревија је доступна на сајту Друштво македонских писаца.

## Главни уредници
- Светлана Христова-Јоцић (1996-2000)
- Тодор Чаловски (2000-2002)
- Васил Дрвошанов (2002-2005)
- Борис Вишински (2005-2008)
- Горјан Петревски (2008-2011)
- Александар Поповски (2011-2014)
- Петре Димовски (2014-2018)
- Трајче Кацаров (2018-2022)
- Славчо Ковилоски (2022-)